# Roman Hladysch
Roman Iwanowytsch Hladysch, auch Roman Gladysh, (ukrainisch Роман Іванович Гладиш; * 12. Oktober 1995 in Lwiw) ist ein ukrainischer Radsportler, der Rennen auf Bahn und Straße bestreitet.

## Sportliche Laufbahn
2013 wurde Roman Hladysch Vize-Europameister der Junioren im Zweier-Mannschaftsfahren, gemeinsam mit Wladislaw Kreminski. 2014 wurde er ukrainischer Meister in der Mannschaftsverfolgung, im Jahr darauf errang er drei nationale Titel, in der Mannschaftsverfolgung, im Scratch sowie im Omnium. Nachdem er 2017 bei den U23-Europameisterschaften im Zweier-Mannschaftsfahren mit Witalij Hryniw Bronze errungen hatte, holte er bei den  Europameisterschaften in Berlin ebenfalls mit Bronze im Scratch seinen ersten Podiumsplatz bei internationalen Elite-Meisterschaften. Wenige Wochen später belegte er beim Lauf des Bahnrad-Weltcups in Santiago de Chile Rang drei im Omnium. 2018 wurde er in Glasgow Europameister im Scratch. Im darauf folgenden entschied er beim vierten Lauf des Weltcups den Scratch-Wettbewerb für sich.
Bei den Bahnradsport-Europameisterschaften 2020 in Plowdiw errang Roman Hladysch die Silbermedaille im Scratch.

## Erfolge

### Bahn
2013
- Junioren-Europameisterschaft – Zweier-Mannschaftsfahren (mit Wladislaw Kreminski)

2014
- Ukrainischer Meister – Mannschaftsverfolgung (mit Witalij Hryniw, Roman Sewtschuk und Wladislaw Kreminski)

2015
- Ukrainischer Meister – Scratch, Omnium, Mannschaftsverfolgung (mit Maxym Wassiljew, Wolodymyr Djudja, Witalij Hryniw und Wladislaw Kreminski)

2017
- Europameisterschaft – Scratch
- U23-Europameisterschaft – Zweier-Mannschaftsfahren (mit Witalij Hryniw)
- Ukrainischer Meister – Zweier-Mannschaftsfahren (mit Taras Sewtschuk)

2018
- Europameister – Scratch

2019
- Weltcup in Cambridge – Scratch
- Ukrainischer Meister – 1000-Meter-Zeitfahren, Omnium, Mannschaftsverfolgung (mit Oleksandr Krywytsch, Kyrylo Zarenko, Witalij Hryniw, Wladislaw Schtscherban und Oleksandr Smetaniuk)

2020
- Europameisterschaft – Scratch

2021
- Ukrainischer Meister – Punktefahren, Zweier-Mannschaftsfahren (mit Oleksandr Krywytsch)

2023
- Ukrainischer Meister – Omnium, Scratch, Zweier-Mannschaftsfahren (mit Maksym Wasyljew)

2024
- Ukrainischer Meister – Ausscheidungsfahren, Scratch,

2025
- Ukrainischer Meister – Omnium, Scratch